# 皮帕·芬内尔
皮帕·芬内尔（英語：Pippa Funnell，1968年10月7日—1968年10月7日），英国女子马术运动员。她曾代表英国参加2000年、2004年和2016年夏季奥林匹克运动会马术比赛，获得二枚银牌和一枚铜牌。